# دیون کوپر
دیون کوپر (به انگلیسی: Dion Cooper) (زاده ۲۹ نوامبر ۱۹۹۳) خواننده، ترانه‌سرا هلندی است.
او به همراه میا نیکولای نماینده هلند در یوروویژن ۲۰۲۳ بود.